# Annj Goren
Pour les articles homonymes, voir Goren.
Annj Goren, de son vrai nom Anna Maria Napolitano,,, est une actrice pornographique italienne née à Bologne. Elle a principalement tourné dans des films pornographiques réalisés par Joe D'Amato.

## Biographie
Anna Maria Napolitano est étudiante et toxicomane quand elle fait la connaissance de Joe D'Amato qui lui fait faire sa première apparition au cinéma dans Il porno shop della settima strada. Avec lui, elle franchira le pas du hardcore avec Sesso nero et la série de films érotico-exotiques que le réalisateur tourne en République dominicaine (Hard Sensation, Exotic Love, Porno Holocaust). On la voit aux côtés de Lucía Ramírez et de Mark Shannon, qui assurent avec elle des scènes explicites, quand Dirce Funari, Laura Gemser ou George Eastman ne tournent que des scènes simulées,.
Elle devient ainsi une des premières actrices italienne à tourner des scènes de sexe non simulées. Très libérée sur le plan sexuel, elle accède d'autant plus facilement aux demandes de D'Amato qu'elle pense que ses films sont destinés à l'export et ne sortiront pas en Italie.
Elle est aussi au générique de trois films non signés par D'Amato. On la retrouve ainsi dans le diptyque italo-espagnol Eva man (Due sessi in uno) / El regreso de Eva Man avec son amie Eva Robin's et Ajita Wilson et tourne les scènes hard de Dolce calda Lisa.

## Filmographie
- 1979 : Il porno shop della settima strada de Joe D'Amato : (non créditée)
- 1980 : Le Sexe noir (Sesso nero) de Joe D'Amato : le fantôme de la petite amie de Mark
- 1980 : Hard Sensation de Joe D'Amato : Mme Perez
- 1980 : Exotic Love (Porno Esotic Love ou Emmanuelle à Tahiti) de Joe D'Amato : Iris, la femme de Steve
- 1980 : Dolce calda Lisa d'Adriano Tagliavia : l'amoureuse de Carmen
- 1980 : Eva man (Due sessi in uno) (ou Evaman, la máquina del amor) d'Antonio D'Agostino : Cristina, la bonne (sous le nom de Rosamaria Napolitano)
- 1981 : Porno Holocaust de Joe D'Amato : la comtesse
- 1980 : El regreso de Eva Man de Zacarías Urbiola : Cristina, la bonne (sous le nom de Renata Napolitano)
- 1983 : Les Déchaînements pervers de Manuela (Il mondo perverso di Beatrice) de Joe D'Amato :  Iris (sous le nom d'Anne Goren)
- 1999 : Joe D'Amato Totally Uncut documentaire de Roger A. Fratter : (images d'archives)